# Rachel Dübendorfer
Rachel Dübendorfer (Warschau, 18 juli 1900 - Oost-Berlijn, 3 maart 1973) was een Pools-Duits-Zwitserse spione.

## Biografie

### Afkomst
Rachel Dübendorfer werd geboren als Poolse, als dochter van Adolf Hepner, een bankdirecteur. Ze was tweemaal gehuwd, een eerste maal met Kurt Caspary en een tweede maal in 1934 met Heinrich Dübendorfer, van wie ze in 1946 zou scheiden. Later vormde ze een koppel met Paul Böttcher.

### Carrière
Nadat ze in de jaren 1920 Duits staatsburger was geworden, ging ze in 1927 aan de slag voor de inlichtingendiensten van de Sovjet-Unie. In 1933 emigreerde ze naar Zwitserland, waar ze door haar schijnhuwelijk met Heinrich Dübendorfer de Zwitserse nationaliteit verkreeg. Tot 1939 werkte ze in Genève voor de Internationale Arbeidsorganisatie. Van 1940 tot 1944 spioneerde ze samen met haar partner Paul Böttcher voor rekening van de Sovjet-Unie. Nadat ze in 1944 in Zwitserland werd gearresteerd, werd ze in oktober 1945 bij verstek veroordeeld tot twee jaar gevangenisstraf. Ze vluchtte echter via Canada naar de Sovjet-Unie, waar ze van 1946 tot haar vertrek naar de Duitse Democratische Republiek (DDR) in 1956 in kampen geïnterneerd was.
- Gemeinsame Normdatei: 1065691734
- Historisch woordenboek van Zwitserland: 028016
- SNAC: w6qk89fs
- Virtual International Authority File: 313450516